# Bomuldshalekaniner
Bomuldshalekaniner (Sylvilagus) er en slægt i harefamilien. 
Den indeholder 13-16 arter, som alle lever på det amerikanske kontinent, fra det sydlige Canada til det nordlige Argentina. 
Bomuldshalekaniner er opkaldt efter deres karakteristiske hale, som normalt er brun på den øvre del og hvid på undersiden.